# قائمة متاحف محافظة الأحساء

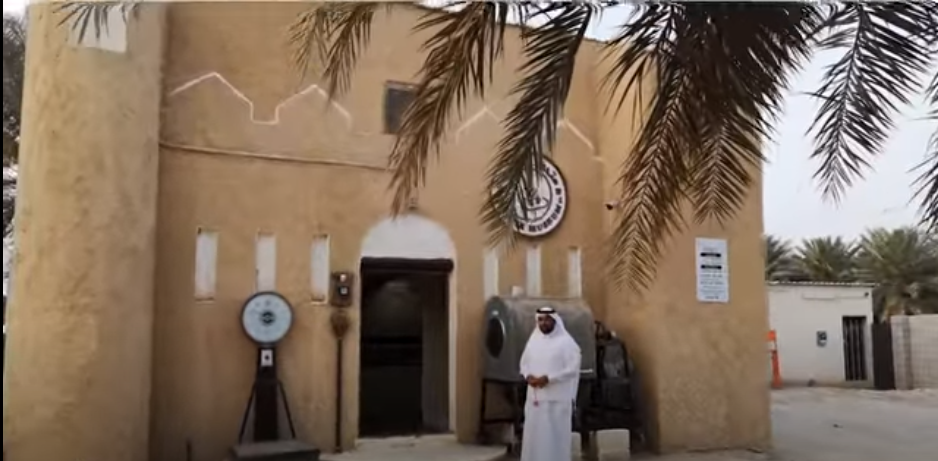
متحف القهوة أحد متاحف محافظة الأحساء.

الأحساء (بالنطق المحلّي: الحَسا)؛ هي محافظة سعودية تقع في المنطقة الشرقية، وتبعد عن العاصمة الرياض 328 كلم. تبلغ مساحتها 379,000 كم²، أي ما يُعادل 20% من أراضي المملكة العربية السعودية، وتُغطّي صحراء الربع الخالي نحو ثلاثة أرباع المحافظة، بينما تُمثّل المنطقة المأهولة بالسكان والأنشطة 18% من إجمالي مساحتها، وتتمثّل في مدينتي الهُفوف والمبرَّز، وهما ضمن أكبر عشر مدن على مستوى المملكة، إضافة إلى أربع مدن رئيسة و22 قرية. وبحسب إحصاءات عام 2017، تصدّرت الأحساء محافظات المنطقة الشرقية في عدد السكان بحوالي 1,041,863 نسمة.
في يونيو 2018، انضمت محافظة الأحساء إلى قائمة التراث الإنساني العالمي باليونسكو، باعتبارها مستوطنة كُبرى على مدى 500 عام مضت، ضمت بساتين النخيل والقنوات والعيون والآبار، ومناطق أثرية ومجموعة من التراث العُمراني داخل مستوطناتها التاريخية، وفي 2019 اختيرت الأحساء عاصمة للسياحة العربية، وهي أيضا عضو في شبكة اليونسكو للمدن الإبداعية في مجال الحرف اليدوية والفنون الشعبية.
يوجد في محافظة الأحساء عدد كبير من المتاحف، تشمل متحف حكومى واحد تملكه وزارة السياحة أنشي في عام 1987، وعدد من المتاحف الخاصة مثل متحف دار التراث، ومتحف صالح عبد اللطيف الظفر، ومتحف وليد الناجم، ومتحف فيض الزمان، متحف كنوز الماضي، ومتحف عبد الرزاق العرب، ومتحف البوعبيد، ومتحف النعاثل، ومتحف الخليفة.

## المتحف الحكومي
| م | اسم المتحف | صورة | المدينة (الإحداثيات)                                   | تاريخ الافتتاح | النوع | ملاحظات |
| - | ---------- | ---- | ------------------------------------------------------ | -------------- | ----- | --- |
| 1 | الأحساء    |      | الهفوف 25°21′35″N 49°35′55″E / 25.359795°N 49.598734°E | 1987           | أثري  | يهتم متحف الأحساء بإبراز المظهر الحضاري والتاريخي لمحافظة الأحساء، بني المتحف علي مساحة 7000 متر مربع، يحتوي المتحف علي قاعات للعروض المتحفية، ومعامل المساحة والرسم، ومعامل التصوير، ومعامل الترميم والمختبر، وقاعة الترميم والمختبر، وقاعة العرض التلفزيوني، والمكتبة. يوجد في قاعة العروض المتقدمة بعض الصالات مثل صالة المدخل التي تحتوي على لوحات توضح المواقع الأثرية بمحافظة الأحساء، وشبكة المتاحف بالسعودية، وصور فوتوغرافية، وقطع تراثية، وتشمل ايضًا قاعة العروض المتقدمة جناح ما قبل التاريخ، وجناح ما قبل الإسلام، وجناح الفترة الإسلامية، جناح توحيد السعودية. |

## المتاحف الخاصة
| م  | اسم المتحف            | صورة | المدينة (الإحداثيات)                                               | تاريخ الافتتاح | النوع             | ملاحظات |
| -- | --------------------- | ---- | ------------------------------------------------------------------ | -------------- | ----------------- | --- |
| 1  | دار التراث            |      | المنصورة 25°21′35″N 49°35′55″E / 25.359795°N 49.598734°E           | تراثي          | جعفر الخواهر      | متحف دار التراث يتميز بتصميمه الذي يتخذ طراز البيت الأحسائي والمتحف مكون من طابقين، بني المتحف علي مساحة 600 متر مربع، ويحتوي 18 ركنًا تمثل الحرف، وأنواع المقتنيات. تشمل محتويات المتحف ركن لدار القرآن التي تحتوي على مصاحف مخطوطة، وركن دار العلم، وركن الأسلحة وأدوات الحروب، وركن ليوان العروس، وركن الطفل وأدوات الحضانة ولعب الأطفال، وركن الحفيز، وركن الضيافة والقهوة الشعبية، وركن أدوات المطبخ الأحسائي، وأركان الحرفيين كالحداد، والنجار، والصفار، والخياط، والمزين، وركن أدوات الفن الأصيل، وركن الخوصيات، وركن بائع الفوانيس، وركن مصلح الموازين.                   |
| 2  | صالح عبد اللطيف الظفر |      | الهفوف 25°19′59″N 49°34′45″E / 25.3330275°N 49.5792069°E           | تراثي          | صالح الظفر        | يشمل متحف صالح عبد اللطيف الظفر العديد من الأدوات والقطع التراثية، ويضم قسم خاص بأدوات الضيافة، وقسم لأدوات المتعلقة بالزراعة والري، ويضم العديد من الأسلحة، وقسم لأواني الطبخ، وقسم خاص بالملابس الرجالية، وقسم الأحذية القديمة، وقسم الملابس النسائية، والحلي، وأدوات الزينة، ويضم العديد من الأبواب والشبابيك القديمة بأنواعها، وقسم يضم بعض الأقفال القديمة. ويوجد داخل المتحف دكان صغير يضم العديد من مستلزمات وأحتياجات الإنسان قديماً. |
| 3  | وليد الناجم           |      | الجفر 25°22′34″N 49°42′55″E / 25.3762378°N 49.7153947°E            | تراثي          | وليد الناجم       | يحتوي متحف وليد الناجم على العديد من الأقسام مثل قسم أدوات الحرب، وقسم أدوات، وأواني القهوة، وقسم أواني الطبخ، وقسم الملابس الرجالية، والأحذية القديمة، والملابس النسائية والحلي، وأدوات الزينة، والأقفال القديمة، والنادرة، يضم عدد من الأواني الفخارية، وعدد من الأبواب، والشبابيك القديمة، ويحتوي المتحف علي دكان صغير يضم العديد من مستلزمات الإنسان قديماً، وأكشاك تضم أدوات الحرفيين من الصناع كالحداد، والنداف، وصائغ الذهب، والنجار، والحلاق، وطبيب الأسنان، والخياط. |
| 4  | فيض الزمان            |      | الهفوف                                                             | تراثي          | ضيف الله ضيف      | يتكون متحف فيض الزمان من قاعتان بينهما ممر، وعُرضت مقتنيات المتحف داخل القاعات وفي الممرات، يحتوي المتحف علي الملابس الرجالية، والنسائية، وأواني الطهي، والطعام، والشراب، وأواني القهوة، وأدوات الإضاءة، والمباخر، وأدوات الحرب وأدوات الزراعة والري، وبعض من الأدوات المدرسية والكتب والمخطوطات. |
| 5  | كنوز الماضي           |      | حي الراشدية، المبرز                                                | تراث شعبي      | خالد الحمل        | يتكون متحف كنوز الماضي من ثلاث قاعات تضم المجلس، والسوق الشعبي القديم، القاعات مقسمة إلي عدة اقسام منها البقاله، والحلاق، والمخبز، والحداد والنجار، والخراز، ويوجد أيضًا بعض الملابس، والحلي، والعملات، وبعض أنواع الطيور المحنطة، وبعض أنواع الدراجات النارية، وبعض أنواع السيارة قديمة. عرضت المقتنيات الاثرية مرتبة حسب الوظيفة والمادة ووضعت معروضات المتحف داخل دواليب، أو علي أرفف، واما القطع ذات الحجم الثقيل فعرضت على الارض، وتم تعليق بعضها. |
| 6  | عبد الرزاق العرب      |      | الهفوف، الشهابية 25°21′36″N 49°36′29″E / 25.3600188°N 49.6080074°E | تراثي          | عبد الرزاق العرب  | يتكون متحف عبد الرزاق العرب من صالة في فناء السور الخارجي في مبني صاحبه، وممر يؤدي إلى ثلاث قاعات داخل منزل صاحبه، ويحتوي المتحف علي بعض أنواع الملابس، وأواني الطي، وأدوات القهوة، والمباخر، وأدوات الإضاءة، وبعض الأدوات المدرسية القديمة، وأدوات الري، والزراعة، وبعض أنواع الأسلحة. عرضت المقتنيات داخل المتحف بشكل منسق، حيث استخدم أسلوب العرض على الأرفف، وفترينات الألمونيوم، والتعليق، والسنادات الخشبية. |
| 7  | البوعبيد              |      | المبرز، محاسن 25°25′09″N 49°33′18″E / 25.4191295°N 49.5549912°E    | تراث شعبي      | خالد البوعبيد     | يتكون متحف البوعبيد من قاعة واحدة تمثل السوق الشعبي القديم، مقسمة إلي عدة عدة أقسام منها البقالة، والحلاق، والمخبز، والحداد، والنجار، والخراز، ويشتمل علي بعض الملابس، والحلي، والعملات، وبعض الطيور المحنطة، وبعض الدراجات النارية. عرضت المقتنيات حسب الوظيفة والمادة حيث استخدم أسلوب العرض داخل الدواليب، أو على الأرفف، واما القطع ذات الحجم الثقيل، فعرضت على الارض، وتم تعليق بعضها. |
| 8  | النعاثل               |      | 25°20′29″N 49°36′40″E / 25.3415004°N 49.6112332°E                  | تراثي          | سليمان الماجد     | يقع متحف النعاثل علي مساحة 180 مترًا مربعًا، قسم المتحف على خمسة أجزاء، يحتوي المتحف على مجموعة من القطع التراثية تشمل مجموعة أواني القهوة والضيافة العربية، ومجموعة الرحي الحجرية، ومجموعة المراوح الخوصية، ومجموعة المكاييل الخشبية، والأدوات الزراعية، وبعض أدوات الإضاءة، و يشمل المتحف العملات، والنقود، والمخطوطات، والخرائط، والصور القديمة، ومكائن الخياطة. عرضت مقتنيات داخل الغرف، وفي الممرات التي تقع بين الغرف. |
| 9  | الخليفة               |      | المبرز 25°25′22″N 49°34′51″E / 25.4228597°N 49.5807492°E           | تراثي          | حسين الخليفة      | يقع متحف الخليفة علي مساحة 200 مترًا مربعًا، ويحتوي المتحف علي مجموعة علي من القطع التراثية، قام مالك المتحف بإنشاء سوق صغير داخل المتحف عبارة عن مجموعة من الدكاكين، وجعل الخليفة لكل دكان لحرفة معينة، وأضاف إليه الأدوات والآلات الخاصة بكل حرفة، وتخصيص قاعات لكل مجموعة، كقاعة الأسلحة، وأدوات القهوة، وأواني الطبخ، وأدوات الزراعة، وبعض الملابس والحلي النسائية، وبعض أدوات ووسائل التعليم. |
| 10 | إبراهيم الذرمان       |      | المبرز، الراشدية                                                   | تراث شعبي      | إبراهيم الزمان    | يتكون متحف إبراهيم الذرمان سبعة أقسام منها مجلس الرجال ويضم قاعة مجلس الرجال أدوات الضيافة، والأسلحة التقليدية مثل السيوف والبنادق. وقاعة المقتنيات الثمينة وتشمل القرآن، ومخطوطات منذ عام 1171 هـ، وحلي نسائية، وكتب دراسية قديمة. ويضم المتحف أيضًا قاعة للبيت الأحسائي القديم، وأدوات الفلاح، وقاعة لأدوات الضيافة الخاصة بالحفلات، وقاعة للأجهزة القديمة، وقاعة لغرفة العروسين ومستلزماتها، وقاعة الدكان، والمطبخ، وقاعة المخطوطات، وقاعة المقتنيات الصغيرة، ويشمل المتحف بعض الأواني المنزلية، والعملات، والصور، وبعض الألات الموسيقية، والملابس، والأواني الفخرية.          |
| 11 | عبد اللطيف النعيم     |      | الهفوف، السلمانية                                                  | أثري ثقافي     | عبد اللطيف النعيم | يضم متحف عبد اللطيف النعيم العديد من المؤلفات التراثية القديمة المهتمة بالتاريخ والثقافة والتراث في السعودية، ويوجد في المتحف العديد من الصور، والكتب القديمة والحديثة، وموسوعات تراثية عن السعودية، ومؤلفات تربوية، ولقاءات صحفي، واستطاع حفظ محتويات المتحف، وتنظيمها في سجلات، وحافظات خاصة، حسب مقاسات صفحات الكتب حفاظاً عليها من التلف، والعدد الأول من صحيفتي الجزيرة والمسائية وحفظهم في حافظة خاصة لتفادي تلفها، والمسكوكات الهامة والصناعات اليدوية، وسجلات لبعض المواقع الاثرية، إضافة إلى القطع الاثرية المتواجدة في المتحف.                                          |
| 12 | صالح الظفر الكشفي     |      | الهفوف، البندرية 25°19′58″N 49°34′44″E / 25.332816°N 49.578940°E   | كشفي           | صالح الظفر        | ويُعتبر متحف صالح الظفر الكشفي المتخصص في مجال الكشافة على مستوى السعودية، يضم المتحف أكثر من 20 ألف قطعة كشفية، ويحتوي المتحف على العديد من الأركان التي قسمت إلي ما يمثل الحياة الكشفية، وأبرز نشاطاتها، ورحلاتها، ومعسكراتها، وأبرز قياداتها والمؤسسين والرواد من قدامى الكشافين في السعودية، ويحتوي على ركن خاص بالأعمال الريادية وفنون الحبال الكشفية. |
| 13 | الناصر                |      | التهيمية                                                           | تراثي          | حيدر ناصر         | يحتوي متحف الناصر عدة أقسام مثل قسم الفن القديم وأخبار الفن، وقسم الوثائق الرسمية، وقسم الصور الفتوغرافية القديمة، وقسم الفخريات القديمة، وقسم الأواني القديمة، وقسم المقتنيات. ويشمل المتحف علي بعض المجلات القديمة، ويحتوي علي مقتنيات الغوص القديمة، وأدوات الكشف عن اللؤلؤ، والمحاجر، وأدوات لصيد السمك، ويعرض أدوات خاصة بالحدادين، والصافرين، وأدوات الطبخ، وبعض المقتنيات القديمة من الفوانيس، والتريك، والمقلاة، والهاون، والمسلة، والنجر، والمنفاخ، والإبريق، والسقا، والطباخة، وأنواع الدلال، والتليفونات القديمة، وبعض أنواع البسكويتات، والحلويات، والعصاير القديمة. |
| 14 | القليبات              |      | الأحساء                                                            | أثري           | عبد العزيز الموسى | يحتوي متحف القليبات علي عدد من القطع الأثرية، ويشمل المتحف عدد 3 ساعات أثرية لملوك السعودية، ساعة لملك عبد العزيز آل سعود التي تحمل صورته منحوته ومذهبه ومكتوب عليها (المملكة العربية السعودية عبد العزيز)، وساعة لملك فيصل بن عبد العزيز آل سعود ومكتوب عليها (فيصل وشعار السعودية سيفين ونخله)، والساعة الثالثة لملك سعود بن عبد العزيز آل سعود وتحمل صورته. حصل مالك المتحف علي الساعات من والده محمد بن أحمد الموسى عندما أهديت له عندما كان مديرعام علي أموال الدولة في عام 1366 هـ.                                                                                        |
| 15 | متحف القهوة           |      | قرية الشقيق 25°29′44″N 49°34′44″E / 25.495645°N 49.578760°E        | تراثي          | عبد الله الهجرس   | يشمل متحف القهوة علي قطع تراثية في الفترة بين القرن الخامس إلي القرن الواحد والعشرين، ويحتوي المتحف علي أنواع من الدلال، والمطاحن، وبعض أشجار القهوة، وعينات من القهوة الأوروبية، والأمريكية، والأفريقية، والأسيوية، كما يحتوي علي قصة أكتشاف القهوة بعدة لغات، حيث تجاوز عدد القطع الاثرية في المتحف 700 قطعة، يُعتير متحف القهوة بالأحساء هو المتحف الوحيد المتخصص بالقهوة في السعودية، كما يوثق يوثق المتحف دور ميناء العقير في الأحساء في استيراد القهوة، وتخزينها، وتصديرها إلي دول الخليج، بواسطة مجموعة من الوثائق التاريخية.                                              |
| 16 | متحف الطيبين          |      | الخبر 26°10′01″N 50°08′43″E / 26.167041°N 50.145353°E              | تراثي          | ماجد الغامدي      | يسلط متحف الطيبين الضوء على الحياة بين فترة السبعينات وحتى نهاية التسعينات، يشمل المتحف علي 10 ألف قطعة أثرية، تشمل عدد مأكولات، ومشروبات، والأجهزة، والألعاب. يوجد أيضًا في المتحف علب الصودا، وتغليف السكاكر من القرن الماضي، وخزانات لحفظ آلات أجهزة الستيريو والكاميرات، وشخصيات الأطفال مثل شخصيات شارع السمسم، وحرب النجوم، وأبطال مارفل كومكس. ويضم المتحف أيضًا مكتبة لبرامج الأفلام الكرتونية الكلاسيكية، وجود دكان قديم يبيع الحلويات الكلاسيكية، ويوجد أيضًا في المتحف كرسي لملك عبد العزيز آل سعود.                                                                     |